# Sous-espace affine engendré
En géométrie (Branche d'étude), dans un espace affine {\displaystyle E}, le sous-espace affine engendré par une partie non vide {\displaystyle A}, également dénommé l'enveloppe affine de {\displaystyle A}, est le plus petit sous-espace affine de {\displaystyle E} contenant {\displaystyle A}.

## Définition
Dans un espace affine, l'intersection d'une famille (non vide) de sous-espaces affines est soit l'ensemble vide, soit un sous-espace affine et l'espace lui-même est un sous-espace, ce qui justifie la définition suivante :

Soit {\displaystyle E} un espace affine. Pour toute partie non vide {\displaystyle A} de {\displaystyle E}, il existe un plus petit sous-espace affine de {\displaystyle E} contenant {\displaystyle A} : l'intersection de tous les sous-espaces affines de {\displaystyle E} contenant {\displaystyle A}.

On l'appelle le sous-espace affine engendré par {\displaystyle A}, et on le note souvent {\displaystyle \operatorname {Aff} (A)} ou {\displaystyle \operatorname {aff} (A)}, ou encore {\displaystyle \operatorname {aff} A}.

## Propriétés
Soient {\displaystyle E} et {\displaystyle F} des espaces affines et {\displaystyle A}, {\displaystyle B} deux parties non vides de {\displaystyle E} et {\displaystyle C} une partie non vide de {\displaystyle F}.
- {\displaystyle \operatorname {aff} (A)} est égal à l'ensemble des barycentres des points de {\displaystyle A}[4].
- Si {\displaystyle f:E\to F} est une application affine alors {\displaystyle f(\operatorname {aff} (A))=\operatorname {aff} (f(A))}[5].
- {\displaystyle \operatorname {aff} (B)\times \operatorname {aff} (C)=\operatorname {aff} (B\times C)} (dans l'espace affine produit {\displaystyle E\times F}).
- {\displaystyle A} et son enveloppe convexe engendrent le même sous-espace affine.
- Pour tout point {\displaystyle P} de {\displaystyle A}, la direction de {\displaystyle \operatorname {aff} (A)} est le sous-espace vectoriel engendré (dans l'espace vectoriel associé à {\displaystyle E}) par {\displaystyle \{{\overrightarrow {PQ}}\mid Q\in A\}}.
- {\displaystyle \operatorname {aff} } est un opérateur de clôture : {\displaystyle A\subset \operatorname {aff} (A)}, {\displaystyle A\subset B\Rightarrow \operatorname {aff} (A)\subset \operatorname {aff} (B)}, et {\displaystyle \operatorname {aff} (\operatorname {aff} (A))=\operatorname {aff} (A)}.